# 德羅茲季夫卡
51°17′43″N 31°38′19″E / 51.29528°N 31.63861°E
德羅茲季夫卡（烏克蘭語：Дроздівка）是位於烏克蘭北部切爾尼希夫州裏切爾尼希夫區的村莊，始建於1500年，面積4.43平方公里，海拔高度120米，2001年人口1,179。